# 余複 (正統進士)
余複（1418年—？），字存美，浙江嚴州府遂安縣人，民籍。明朝政治人物。進士出身。

## 生平
正統六年（1441年）辛酉科浙江鄉試第五十三名。正統十三年（1448年）戊辰科會試第五十四名，殿試登進士第三甲第二十三名。

## 家族
曾祖余仲驤，曾任建昌府經歷。祖父余汝祥。父亲余士信。